# Divisões administrativas em 1956
Nesta página encontrará referências aos acontecimentos directamente relacionados com a regiões administrativas ocorridos durante o ano de 1956.

## Eventos
- Em Portugal, criação da freguesia de Fonte de Angeão.
- 2 de Março – Marrocos declara independência da França.
- 20 de Março - Tunísia ganha independência da França.